# Рекдаль, Хьетиль
Хье́тиль Андре́ Ре́кдаль (норв. Kjetil André Rekdal; род. 6 ноября 1968[…], Вестнес, Мёре-ог-Ромсдал) — норвежский футболист и футбольный тренер. С 1987 по 2000 год выступал за сборную Норвегии. В основном играл на позиции полузащитника.

## Карьера

### Клубная
Рекдаль играл в различных европейских чемпионатах. Он начал свою футбольную карьеру в Норвегии, где успешно выступал за клуб «Мольде». В 1988 году Рекдаль перешёл в «Боруссию» из Мёнхенгладбаха, но провёл за неё всего 9 матчей за два года. В 1990 году Рекдаль подписал контракт с бельгийским клубом «Льерс». С 1990 по 1996 год он стал настоящей звездой бельгийского чемпионата: за 171 матч футболист сумел забить 71 гол, то есть почти по одному голу за каждые две встречи. Следующими его командами были французский «Ренн» и немецкая «Герта». Завершил свою карьеру Рекдаль дома, выступая за известный норвежский клуб «Волеренга».

### В сборной
Дебют игрока в составе национальной сборной состоялся 28 мая 1987 года в матче против сборной Италии. Рекдаль играл на двух чемпионатах мира: 1994 и 1998. Также он принимал участие в чемпионате Европы 2000 года. Всего за сборную Норвегии Рекдаль сыграл 83 матча и забил 17 голов. Рекдаль призывался в сборную Норвегии в течение тринадцати лет (с 1987 по 2000 год). Его последним выступлением за сборную был товарищеский матч в Осло со Словакией 27 мая 2000 года.

### Тренерская
Как успешный тренер Рекдаль проявил себя в «Волеренге», выступавшей в норвежской Типпелиге. Его клуб в течение нескольких сезонов финишировал в верхней части турнирной таблицы. В 2004 году Хьетиль Рекдаль привёл «Волеренгу» ко второму месту в чемпионате, проиграв первую строчку «Русенборгу» по разнице забитых и пропущенных голов. В 2005 году он добился своего: «Волеренга» впервые за 21 год стала чемпионом Норвегии, прервав тринадцатилетнюю победную серию «Русенборга».
21 августа 2006 года Рекдаль был уволен руководством клуба за неудовлетворительные результаты. 21 ноября он назначен главным тренером в другой бывший свой клуб — «Льерс». Когда Рекдаль пришёл в команду, «Льерс» находился в самом низу турнирной таблицы, набрав всего два очка за пятнадцать матчей. К концу сезона у них было уже 26 очков, и клуб избежал прямого вылета из высшего дивизиона. Но в плей-офф чемпионата Бельгии «Льерс» смог выиграть только три из шести матчей, и команда опустилась во второй дивизион.
В июле 2007 года Рекдаль стал главным тренером «Кайзерслаутерна» из Второй Бундеслиги. Он был уволен 9 февраля 2008, когда клуб оказался на шестнадцатом месте с тремя победами в девятнадцати матчах.
Рекдаль вернулся в Норвегию и в 2008 году подписал контракт с «Олесунном». Он присоединился к команде в середине сезоне, когда клуб находился внизу турнирной таблицы Высшей лиги. В серии плей-офф норвежского чемпионата сезона 2008 года «Олесунн» добился права участия в следующем сезоне Типпелиги, обыграв клуб «Согндал» со счётом 7:2 по сумме двух встреч. В 2009 году клуб под руководством Рекдаля добился первых успехов: в финале Кубка Норвегии «Олесунн» победил «Мольде» со счётом 3:2 после серии пенальти. В 2010 году Рекдаль добился наилучшего результата в чемпионате для «Олесунна»: 4 место в Типпелиге.

#### Возвращение в «Волеренгу»
8 января 2013 года Рекдаль вновь был назначен главным тренером клуба «Волеренга».
13 июля 2016 года было объявлено, что он завершает свою работу в качестве главного тренера «Волеренги» после сезона 2016 года и переходит на должность спортивного директора, чтобы освободить место для Ронни Дейлы, который займет пост главного тренера.

#### «Старт»
1 июля 2018 года Хьетиль Рекдаль подписал двухлетний контракт с клубом «Старт». Рекдаль возглавил команду после 12 игр сезона. Несмотря на то, что после назначения Рекдаля только шесть команд смогли набрать больше очков, чем «Старт», команда вылетела в другой дивизион.
Контракт с ним был расторгнут 28 марта 2019 года.

## Голы Рекдаля за сборную Норвегии
| №  | Дата             | Соперник          | Счёт | Голы Рекдаля | Турнир                   |
| 1  | 9 сентября 1992  | Сан-Марино        | 10:0 | 2            | Отборочные матчи ЧМ-1994 |
| 2  | 23 сентября 1992 | Нидерланды        | 2:1  | 1            | Отборочные матчи ЧМ-1994 |
| 3  | 14 октября 1992  | Англия            | 1:1  | 1            | Отборочные матчи ЧМ-1994 |
| 4  | 28 апреля 1993   | Турция            | 3:1  | 1            | Отборочные матчи ЧМ-1994 |
| 5  | 19 июня 1994     | Мексика           | 1:0  | 1            | Групповой этап ЧМ-1994   |
| 6  | 12 октября 1994  | Нидерланды        | 1:1  | 1            | Отборочные матчи ЧЕ-1996 |
| 7  | 16 ноября 1994   | Беларусь          | 4:0  | 1            | Отборочные матчи ЧЕ-1996 |
| 8  | 29 апреля 1995   | Люксембург        | 5:0  | 1            | Отборочные матчи ЧЕ-1996 |
| 9  | 25 мая 1995      | Гана              | 3:2  | 1            | Товарищеский матч        |
| 10 | 9 октября 1996   | Венгрия           | 3:0  | 3            | Отборочные матчи ЧМ-1998 |
| 11 | 27 мая 1998      | Саудовская Аравия | 6:0  | 1            | Товарищеский матч        |
| 12 | 23 июня 1998     | Бразилия          | 2:1  | 1            | Групповой этап ЧМ-1998   |
| 13 | 10 октября 1998  | Словения          | 2:1  | 1            | Отборочные матчи ЧЕ-2000 |
| 14 | 14 октября 1998  | Албания           | 2:2  | 1            | Отборочные матчи ЧЕ-2000 |